# Frederik Zevenbergen
Frederik Zevenbergen (Voorburg, 2 november 1971) is een Nederlandse politicus namens de VVD. Sinds 15 juni 2021 is hij lid van de Gedeputeerde Staten van Zuid-Holland.

## Biografie
Zevenbergen is geboren in Voorburg. Als kind woonde hij in verschillende plaatsen in Nederland vanwege het werk van zijn vader Pieter Zevenbergen als burgemeester. Hij studeerde van 1991 tot 1997 rechten en politicologie aan de Universiteit Leiden en behaalde in 2000 zijn NVM-makelaarspapieren. Van 2001 tot 2019 werkte hij achtereenvolgens als consultant, community manager, MT-lid en product manager voor de technologiewebsite Tweakers. Van 2019 tot 2021 was hij directeur van de stichting NMVO (Nationale Medicijnen Verificatie Organisatie).
Zevenbergen was van 2002 tot 2019 lid van de gemeenteraad van Leiden. Van 2014 tot 2018 was hij fractievoorzitter. Van 2019 tot 2021 was hij lid van Provinciale Staten van Zuid-Holland. Wegens de benoeming van Floor Vermeulen tot burgemeester van Wageningen werd Zevenbergen op 16 juni 2021 tot lid van Gedeputeerde Staten van Zuid-Holland. Als gedeputeerde had hij in zijn eerste periode in zijn portefeuille verkeer en vervoer, bestuur en maatschappij, vergunningverlening en cultuurparticipatie en -educatie. Na zijn herbenoeming in 2023 werd cultuurparticipatie en -educatie vervangen door grondzaken.